# 572217 Dramba
572217 Dramba è un asteroide della fascia principale. Scoperto nel 2008, presenta un'orbita caratterizzata da un semiasse maggiore pari a 3,1451050 au e da un'eccentricità di 0,0888926, inclinata di 9,75357° rispetto all'eclittica.
L'asteroide è dedicato al matematico e astronomo rumeno Constantin Drâmbă.